# غريغ بوير (لاعب كرة الماء)
غريغ بوير (بالإنجليزية: Gregory Boyer)‏ هو لاعب كرة الماء أمريكي، ولد في 5 فبراير 1958 في نيويورك في الولايات المتحدة.

## وصلات خارجية
- غريغ بوير على موقع الاتحاد الدولي للسباحة (الإنجليزية)
- غريغ بوير على موقع قاعة مشاهير السباحة الأمريكية (الإنجليزية)
- غريغ بوير على موقع اللجنة الأولمبية الدولية (الإنجليزية)
- غريغ بوير على موقع أوليمبيديا (الإنجليزية)